# 刘晓 (1947年)
刘晓（1947年10月—2020年6月19日），男，甘肃靖远人，中华人民共和国政治人物，曾任青海省人民检察院党组书记、检察长，二级大检察官，青海省人大常委会党组副书记、副主任。